# Hoya anulata
Hoya anulata ist eine Pflanzenart der Gattung der Wachsblumen (Hoya) aus der Unterfamilie der Seidenpflanzengewächse (Asclepiadoideae).

## Merkmale
Hoya anulata wächst epiphytisch, seltener auch lithophytisch auf Steinen. Die windenden, meist kahlen, selten auch schwach behaarten Triebe sind zylindrisch mit einem Durchmesser bis 5 mm. Die blassgrünen bis bronzefarbenen, fleischigen Blätter sind gestielt; der Stiel ist 2 bis 12 mm lang bei einem Durchmesser von 2 bis 4 mm. Die Blattspreiten sind eiförmig, verkehrt eiförmig oder rhombisch und bis 9 cm lang und 4 cm breit. Die Basis ist herzförmig bis gerundet, der Apex ist lang zugespitzt. Die Ränder sind zurückgebogen; die hellgrünen Spreiten zeigen keine erkennbare Nervatur.
Der hängende, doldenförmige Blütenstand besteht aus bis zu zwölf Blüten (10 bis 16 Blüten) und schließt gerade ab. Der kahle Blütenstandsstiel misst 4 bis 9 mm in der Länge und etwa 2 mm im Durchmesser. Die Blütenkrone ist sternförmig ausgebreitet und misst bis 1,5 cm im Durchmesser. Die einzelnen Blüten sitzen auf 16 bis 25 mm langen, wenig behaarten Blütenstielen, die einen Durchmesser von etwa 1 mm haben. Die etwa 1 mm langen Kelchblätter sind dreieckig-eiförmig und laufen spitz aus. Die blassrosa bis annähernd weißen, an der Basis rötlichen Kronblattzipfel sind dreieckig geformt und spitz auslaufend. Sie sind etwa 4 bis 5 mm lang und an der Basis 5 mm breit, außen kahl und innen dicht flaumig behaart. Sie sind nur schwach zurückgebogen. An der Basis der Nebenkrone ist eine charakteristische ringartige Verdickung ausgebildet (Name!). Die gelbe, hellrosa bis dunkelrote Nebenkrone misst 6 bis 7 mm im Durchmesser und ist 2 mm hoch. Die staminalen Nebenkronenzipfel sind länglich-linealisch und 3 mm lang, an der Basis 1 bis 1,5 mm breit. Der äußere Fortsatz ist mäßig spitz auslaufend, der innere Fortsatz lang spitz auslaufend und aufsteigend. Er ist meist auch dunkler als der äußere Fortsatz. Die Fortsätze der Staubblätter sind 0,5 mm lang und ebenso breit. Der Griffelkopf hat einen Durchmesser von 1 mm. Die Pollinien sind länglich geformt und stehen aufrecht. Sie sind 0,35 bis 0,4 mm lang und 0,15 mm breit. Der Apex ist leicht nach innen abgeschrägt. Am äußeren Rand ist ein durchsichtiger Rand vorhanden, der sich fast zum Apex erstreckt. Die geflügelten Caudiculae sind 0,1 bis 0,13 mm lang und 0,1 bis 0,13 mm breit (0,1 mm lang, 0,08 mm breit). Das hellgelbe Corpusculum ist länglich rhombisch und misst 0,13 bis 0,14 mm (0,2 mm) in der Länge und 0,06 bis 0,1 mm in der Breite. Die Blüten duften nach Kokosnuss und bilden reichlich Nektar. Sie halten etwa 8 Tage, bevor sie vergehen. Die spindeligen Balgfrüchte sind 7 bis 14 cm lang, bei einer Dicke von 0,7 bis 1,2 cm.

## Geographische Verbreitung und Habitat
Die Art kommt in Papua-Neuguinea, Indonesien und Australien vor. Sie wächst dort im tropischen Regenwald.

## Taxonomie
Hoya anulata wurde 1905 von Rudolf Schlechter in seinen Nachträge(n) zur Flora der Deutschen Schutzgebiete der Südsee (mit Ausschluss Samoa's und der Karolinen) auf S. 362 erstmals beschrieben. Als Typlokalität gab er den oberen Nuru River an, "auf dem Weg vom Ramu(-River) zur Küste" in etwa 400 m über dem Meeresspiegel. Schlechter fand die Art blühend im Februar 1902.
Hoffmann, van Donkelaar und Albers geben folgende Arten als Synonyme an: Hoya schlechteriana S.Moore, Hoya poolei C.T.White & Francis, Hoya pseudolittoralis C.Norman und Hoya alata K.D.Hill.
Der Name ist von der charakteristischen ringartigen Verdickung an der Basis der Nebenkrone abgeleitet.